# 倫敦大學布魯內爾學院
倫敦大學布魯內爾學院（簡稱：Brunel）是一座位於英國倫敦阿克斯橋外郊的公立研究型大學。創立於1966年，以維多利亞時代的工程師伊桑巴德·金德姆·布魯內爾的名字命名。學校建築大多是粗野主義風格，由理查德·謝潑德設計。倫敦布魯內爾大學是全球最國際化的大學之一，在2022年泰晤士高等教育世界大學排名中，國際視野位列全球前25；在2022年QS世界大學排名中，綜合排名全球351位，國際學生比例與國際教職員工比例分別位列第62與第75。

## 歷史

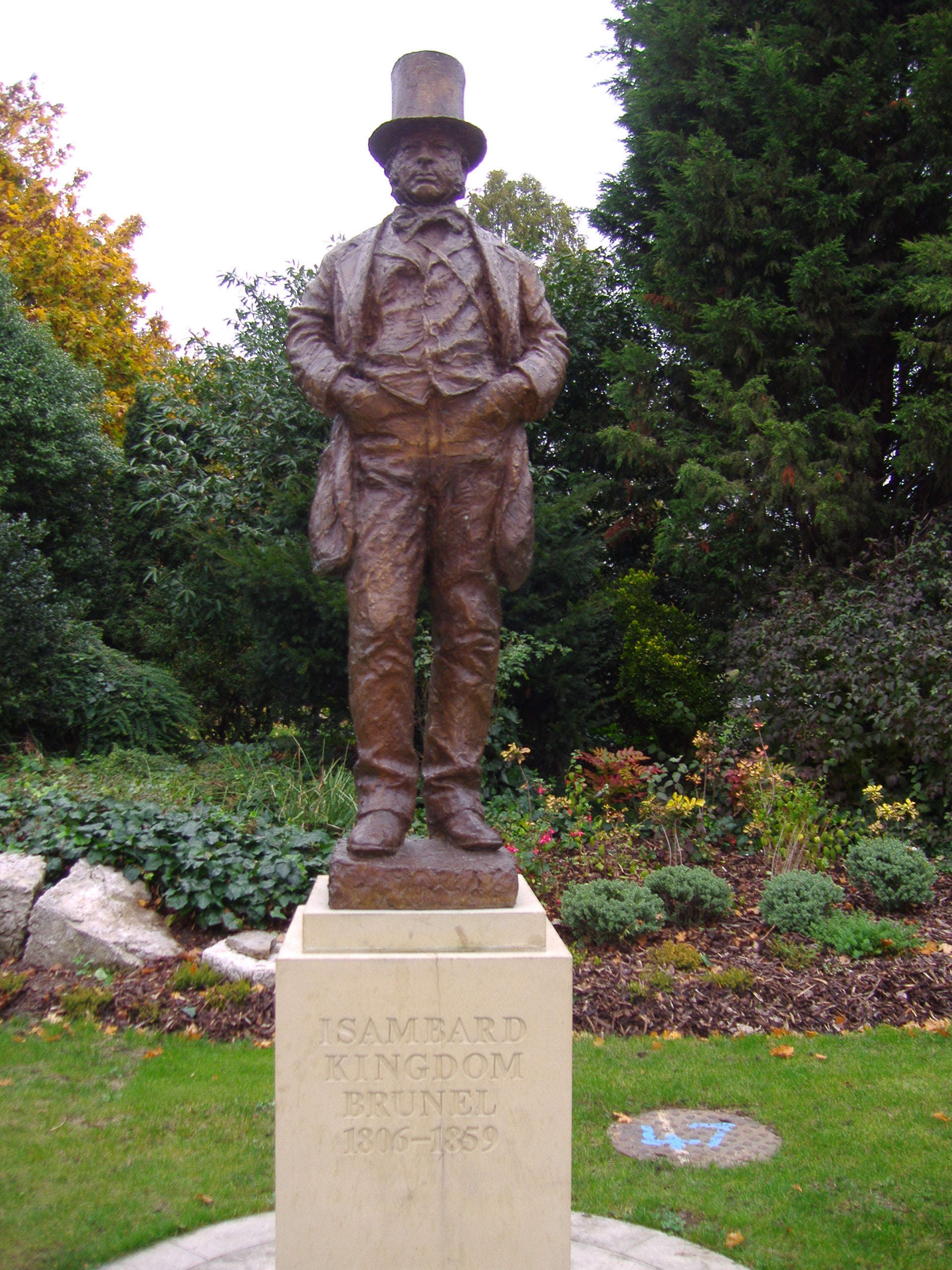
大學裡的伊桑巴德·金德姆·布魯內爾雕像

### 前身
布魯內爾大學是1960年代羅賓斯報告發佈之後建立起來的大學之一，有些時候也被稱作“平板玻璃大學”，其前身是阿克頓技術學院（Acton Technical College），後者在1957年分裂，原先的學校仍稱阿克頓技術大學，另一個叫做布魯內爾技術學院（Brunel College of Technology），教授特許工程師。
1960年布魯內爾技術學院得到先進技術學院的地位，并決定遷校至阿克斯橋。1962年學校改稱布魯內爾先進技術學院（Brunel College of Advanced Technology）。
阿克斯橋鐵路支線於1964年關閉，該學院購買了附近的土地。

### 1966年至今
1966年6月9日，皇家憲章授予布魯內爾大學以大學地位。
1980年，布魯內爾大學與蘭尼米德的肖迪奇教育學院（Shoreditch College of Education）合併，這便是布魯內爾的第二個校區，1995年該大學再此擴張，集合了倫敦西部高等教育研究所，添加了在奧斯特利和特威克南的校區，因此學科也增加了。
1996年，布魯內爾大學決定授予玛格丽特·撒切尔榮譽學位，而當時牛津大學已經拒絕了同樣的請求，因此也引起了全校師生的抗議，最終授予儀式不得不改在上議院，而不是學校裡。2004年，前校長史蒂芬·施瓦茨決定進行以院系重組，并關閉地理系和地球科學系。
2011年，布魯內爾大學獲女王週年獎。
2014年，布魯內爾大學（Brunel University）更名為倫敦布魯內爾大學（Brunel University London）。
2024年10月，該大學加入倫敦大學，成為倫敦大學布魯內爾學院（Brunel University of London）。

## 校區

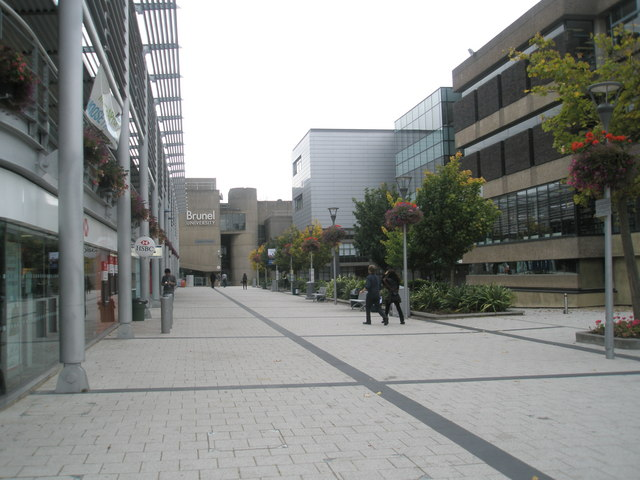
主校區的一部份

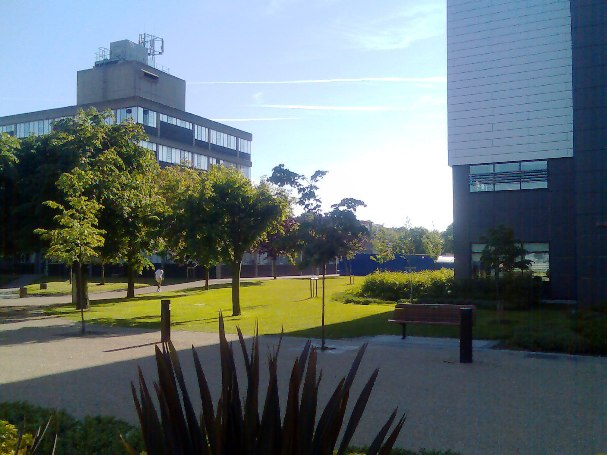
阿克斯橋的布魯內爾大學校區

倫敦布魯內爾大學現有一個校園，位於倫敦西郊阿克斯橋鎮，乘坐地鐵只需40分鐘即可到達倫敦市中心，步行20分鐘可前往阿克斯橋鎮中心，僅15分鐘車程即可抵達附近的倫敦希思羅機場。
布魯內爾校園內擁有逾1,200處學習空間、500台電腦、小組學習室、安靜的學習環境以及一座24小時開放的圖書館。
1990年代，布魯內爾大學決定開展一個為期十年，投資2.5億英鎊的學校整改計劃，並用其中的5000萬英鎊來修建一個新的建築，該建築可能有400個階梯教室，并用作布魯內爾商業學院和美術館。該計劃在2008年完工。
美國導演史丹利·庫柏力克所執導的經典電影《發條橘子》中有大部份片段都是在布魯內爾大學取景的。

## 院系設置
布魯內爾大學現有8個學院：
- 藝術學院
- 布魯內爾商業學院
- 布魯內爾法學院
- 工程與設計學院
- 健康科學和社會關懷學院
- 信息系統、計算機與數學學院
- 社會科學學院
- 運動和教育學院

## 科研
2008年，《科研評估》（Research Assessment Exercise）顯示布魯內爾大學遞交的研究有90%都達到了國際標準。

### Made In Brunel
布魯內爾的工程與設計學院每年會舉行一次設計展覽，名稱為“Made In Brunel”（布魯內爾製造），以展覽即將畢業的學生們的作品。

### 排名
倫敦布魯內爾大學在英國國內的排名大致在45位左右，在教學質量評估上得分較高。世界排名则在300-500之间。

## 校園生活

### 學生方程式比賽
布魯內爾大學是最早進入學生方程式競賽的英國大學之一，該競賽用學生設計、製造的方程式賽車進行比賽，會有來自世界各地的學生參加。

### 宿舍

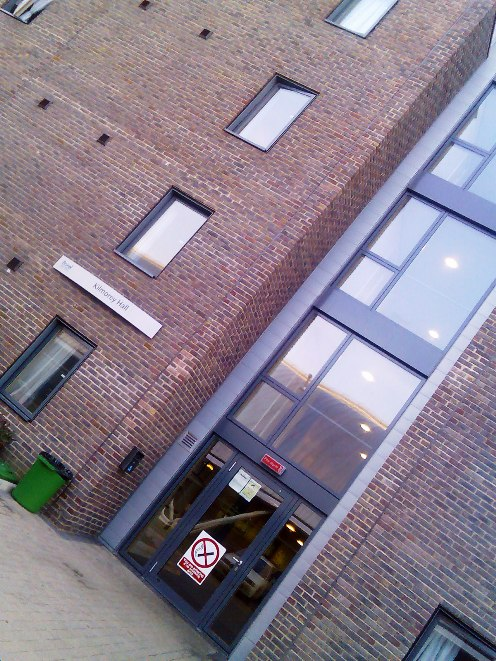
阿克斯橋的Kilmorey Hall

布魯內爾大學有34個自給伙食的宿舍，共4,549個一人到多人的房間。本科生和研究生都可以入住。
很多阿克斯橋校區的宿舍都是由伊桑巴德·金德姆·布魯內爾設計或參與設計的橋樑來命名的，另外一些則採用其他工程師的名字：
- Clifton Hall（以由布魯內爾設計的克里夫頓吊橋命名）
- Saltash Hall（以位於索爾塔什塔馬河的皇家阿爾伯特橋命名）
- Fleming Hall（以亞歷山大·弗萊明之名命名）
- Faraday Hall（以麥可·法拉第之名命名）
- Mill Hall（以約翰·斯圖爾特·密爾之名命名）

## 知名校友

### 媒體與藝術

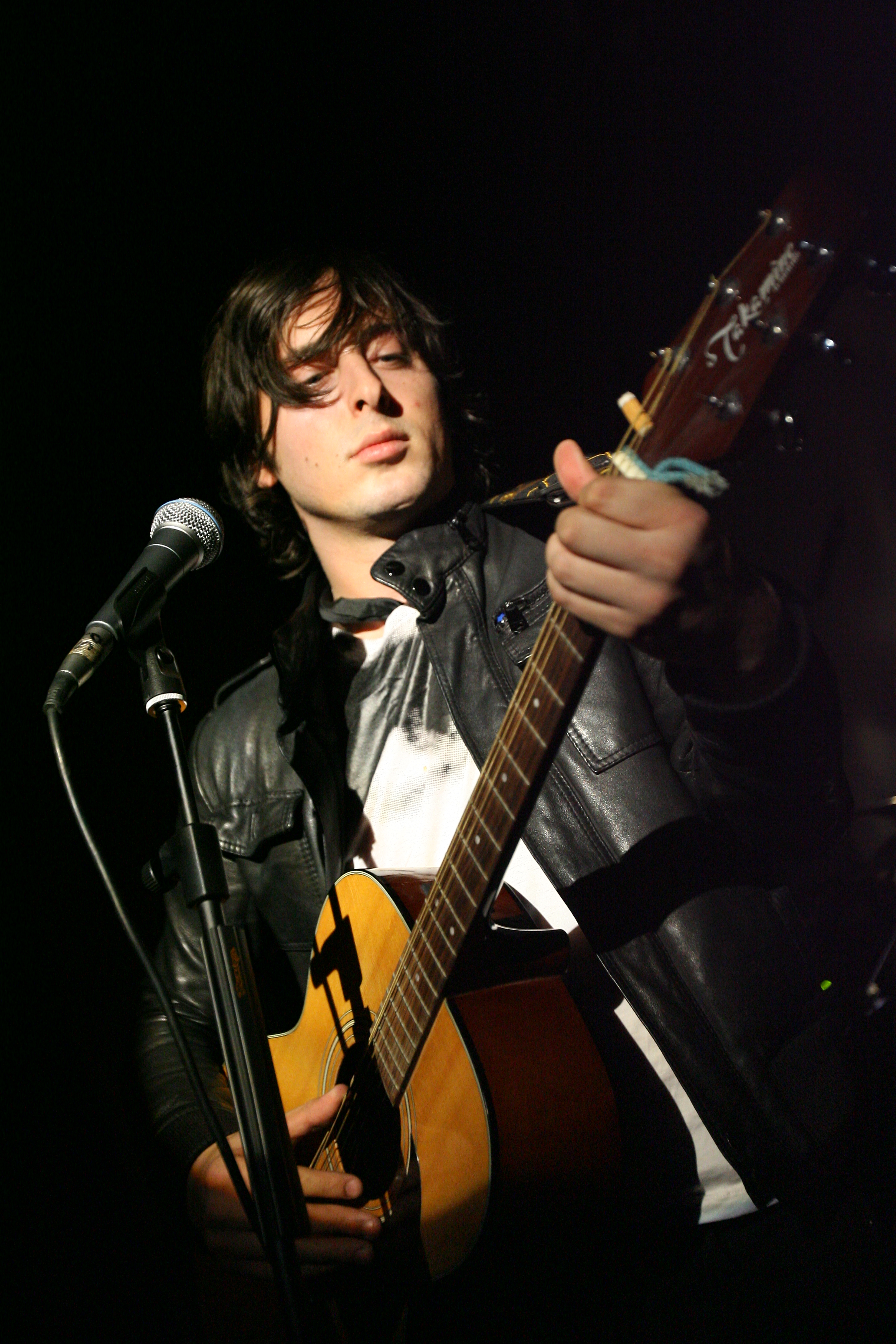
Carl Barât

- 索瑞·安達斯魯（Shohreh Aghdashloo），演員
- 馬克·貝格利（Mark Bagley），漫畫家
- Carl Barât，放蕩樂團成員
- 喬·布蘭德（Jo Brand），喜劇演員、作家
- 格雷格·戴維斯（Greg Davies），喜劇演員、演員
- 李·麥克（Lee Mack），喜劇演員
- 索菲亞·麥克謝拉（Sophie McShera），演員
- 雅琪·潘嘉比（Archie Panjabi），演員
- 克萊兒·菲利普斯（Claire Phillips），肖像藝術家
- 張若妤，台灣記者及新聞主播
- 葉明軒，台灣漫畫家
- 岑杏賢，2012 香港小姐，最上鏡小姐
- 謝力齊，台灣設計師，設計總監

### 政治

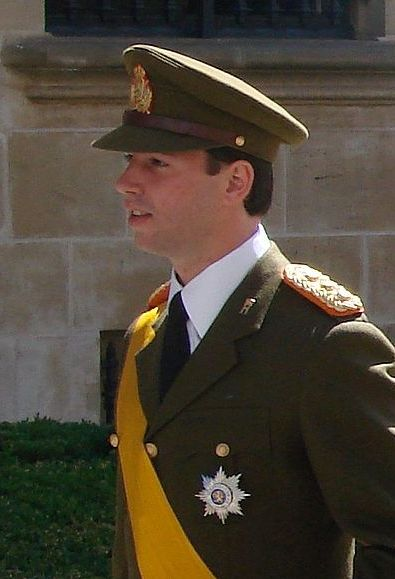
紀堯姆大公儲

- 聖約翰安尼利女男爵喬伊思·安尼利，英國政治家，英國外交和國協事務部長
- 紀堯姆大公儲，盧森堡大公儲
- 約翰·麥克唐奈，英國政治家
- 拉爾夫·米利班德，政治理論家
- 阿纳斯塔西奥斯·帕帕利古拉斯，希臘政治家
- 約翰·湯姆林森，英國政治家
- 陈吉宁，中国政治人物
- 阿邦佐哈里，马来西亚政治人物
- 锺少云，马来西亚政治人物

### 運動
- 托尼·亞當斯，英格蘭足球運動員

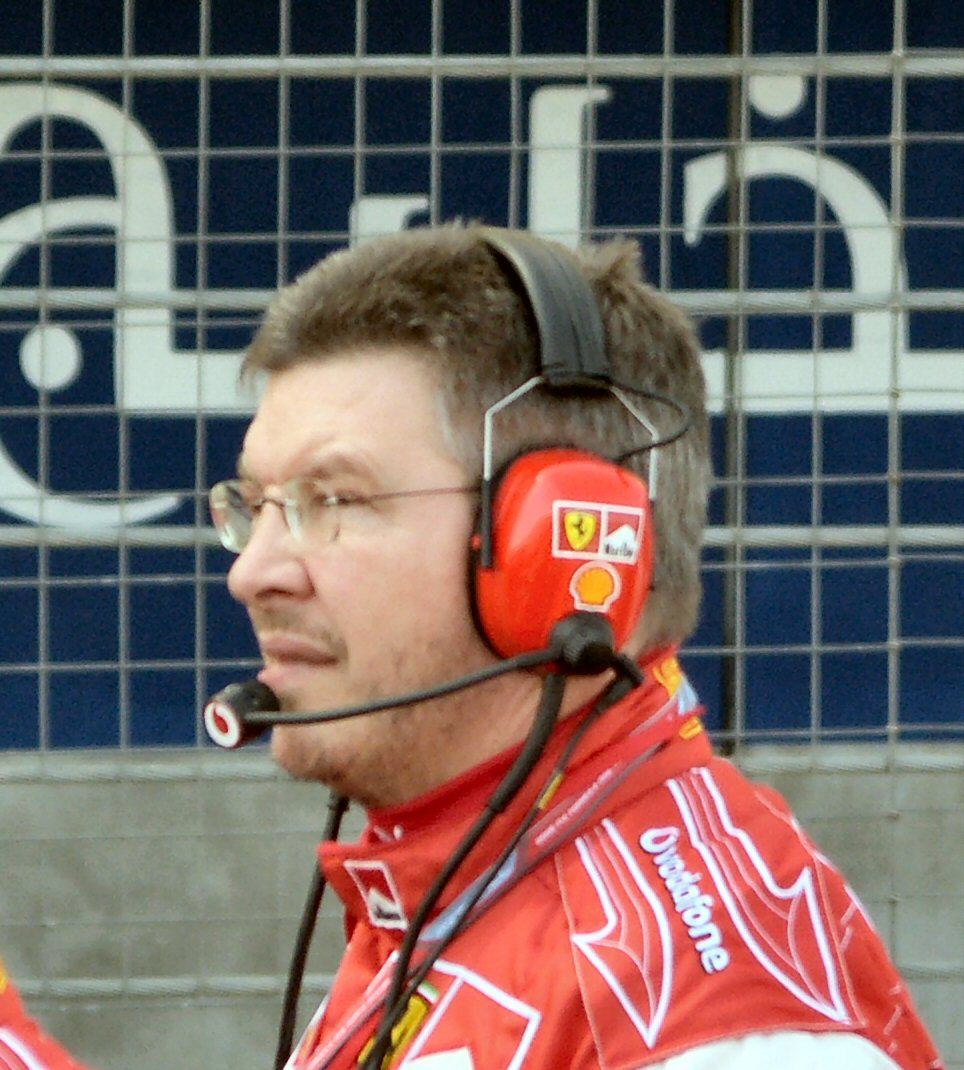
羅斯·布朗

- 羅斯·布朗，英國工程師，曾擔任一級方程式法拉利車隊技術總監
- 羅傑·哈蒙德，英國自行車手
- 奧德利·哈里森，英國拳擊手，奧林匹克金牌得主
- 理查德·希爾 ，英式橄欖球聯合會成員
- 阿里·易卜拉欣，埃及划船運動員
- 湯姆·尚克林，威爾士橄欖球運動員
- 伊萬·托馬斯，英國短跑選手
- 邁克爾·奧洛沃坎迪，前美國NBA職業籃球運動員

## 外部連結
- 官方网站
- 布魯內爾大學划船俱樂部 （页面存档备份，存于）
- 布魯內爾大學壁球隊 （页面存档备份，存于）
- 布魯內爾大學英式橄欖球聯盟隊 （页面存档备份，存于）
- 布魯內爾大學學生方程式隊 （页面存档备份，存于）